# جيم واتسون (سياسي)
جيم واتسون (بالإنجليزية: Jim Watson)‏ هو سياسي بريطاني (وحمل سابقاً جنسية المملكة المتحدة لبريطانيا العظمى وأيرلندا)، ولد في 1917، وتوفي في 2013. حزبياً، نشط في حزب العمال.